# Castanopsis jianfenglingensis
Castanopsis jianfenglingensis là một loài thực vật có hoa trong họ Fagaceae. Loài này được Duanmu mô tả khoa học đầu tiên năm 1963.